# Clara-Zetkin-Platz (Berlin-Hellersdorf)
Der Clara-Zetkin-Platz ist ein Stadtplatz im Berliner Ortsteil Hellersdorf des Bezirks Marzahn-Hellersdorf. Er wurde ab 1995 angelegt und erhielt seinen Namen zu Ehren der Politikerin Clara Zetkin am 13. Juni 1997. Nordöstlich des Platzes befindet sich die Schwimmhalle Kaulsdorf (Clara-Zetkin-Weg 13).

## Gestaltung
Ein großer kreisförmiger Springbrunnen im Zentrum des Clara-Zetkin-Platzes dominiert die Grünanlage. Die Planung des Brunnens erfolgte durch das Architekturbüro Noack. In der Brunnenschale sind mehrere Edelstahldüsen gruppiert, aus denen Fontänen bis zu zwei Meter hoch sprudeln können. Um die inneren Fontänen sind weitere Fontänen angeordnet, deren Strahlen bis auf einen Meter steigen können. So entsteht bei voller Druckkraft eine richtige Wasseroase. Um die Ablauffläche zieht sich eine Rinne aus Naturstein, die das Wasser aufnimmt und in die Pumpenanlage zurückfließen lässt.
Eine großflächige Freitreppe führt zu dem Schmuckbrunnen hin. Um ihn herum gibt es Sitzmöglichkeiten. Nördlich und südlich des Brunnens finden sich zwei große Rasenflächen mit je zwei Baumreihen. Östlich und westlich des Brunnens schmücken zwei Rosenbeete den Platz. Um diese herum führt ein Fußweg.